# Shippingport
Shippingport és una població dels Estats Units a l'estat de Pennsilvània. Segons el cens del 2000 tenia 237 habitants.

## Demografia
Segons el cens del 2000, Shippingport tenia 237 habitants, 89 habitatges, i 63 famílies. La densitat de població era de 27,9 habitants/km².
Dels 89 habitatges en un 32,6% hi vivien nens de menys de 18 anys, en un 55,1% hi vivien parelles casades, en un 13,5% dones solteres, i en un 29,2% no eren unitats familiars. En el 25,8% dels habitatges hi vivien persones soles l'11,2% de les quals corresponia a persones de 65 anys o més que vivien soles. El nombre mitjà de persones vivint en cada habitatge era de 2,66 i el nombre mitjà de persones que vivien en cada família era de 3,21.
Per edats la població es repartia de la següent manera: un 27,8% tenia menys de 18 anys, un 8% entre 18 i 24, un 28,3% entre 25 i 44, un 19,8% de 45 a 60 i un 16% 65 anys o més.
L'edat mediana era de 33 anys. Per cada 100 dones de 18 o més anys hi havia 96,6 homes.
La renda mediana per habitatge era de 33.333$ i la renda mediana per família de 34.861$. Els homes tenien una renda mediana de 27.159$ mentre que les dones 15.938$. La renda per capita de la població era de 13.759$. Entorn del 7% de les famílies i el 7,5% de la població estaven per davall del llindar de pobresa.

## Poblacions més properes
El següent diagrama mostra les poblacions més properes.